# 東広島駅
東広島駅（ひがしひろしまえき）は、広島県東広島市三永一丁目にある、西日本旅客鉄道（JR西日本）山陽新幹線の駅である。

## 概要
東広島市の中部、三永地区にある。同地域は同駅が開業した1988年（昭和63年）以前から東広島市に含まれていた。同市の中心市街地は山陽本線西条駅周辺にあるが、同駅は1974年（昭和49年）に旧西条町が周辺町村と合併して東広島市となった後も名称を変更せず、「東広島」の名は新幹線の新駅に用いられた。新尾道駅と同様、建設費用約47億円を全額地元負担で建設し開業した請願駅である。事務管コードは▲800666を使用している。
東広島市内の各地へはバス連絡となるが便数が少なく、特に日・祝は発着が無い時間帯があるため、利用者のほとんどはマイカーで駐車場を利用する。市内に工業団地があるため、新幹線の利用客数に対して駐車場の利用は多い。休日でもパークアンドライドのような形で混み合う。
広島大学（一部学部除く）の東広島市（当時は西条町）への移転が決定した時は、西条駅から広島大学東広島キャンパスを経由して東広島駅へ至る新交通システムの建設構想があったが、白紙になっている。なお西条駅や広島大学へは当駅よりバスが運行されているが、いずれも便は少ない。
東広島駅からの所要時間は広島駅へ約10分、三原駅へ約11分である。東広島と広島・三原との区間において自由席を利用する場合には割安な特定特急料金が適用される。

## 歴史
- 1986年（昭和61年）2月8日：東広島駅の建設に着手[1]。
- 1988年（昭和63年）3月13日：西日本旅客鉄道により、山陽新幹線の三原駅 - 広島駅間に新設開業[3][注 2]。
- 1997年（平成9年）11月29日：ダイヤ改正により「こだま」のみの停車駅となる。
- 2000年（平成12年）2月28日：駅周辺に住居表示が導入される。これに伴い、駅所在地が「東広島市西条町下三永」から「東広島市三永一丁目」になる[5]。
- 2005年（平成17年）2月26日：自動改札機導入。
- 2008年（平成20年）3月15日：当駅停車の「ひかり」が復活する。
- 2023年（令和5年）
  - 6月1日：みどりの券売機プラスを導入[4]。
  - 6月30日：みどりの窓口の営業を終了[4]。

## 駅構造
相対式ホーム2面2線を有する高架駅。上下線ホーム間には4線あり、内側2線は上下通過線である。地上をレールが通過しているためか、入口が南側のみである。下りホームと駅舎は直接つながっているが、上りホームへは地下通路を通って行く必要がある。エレベーター・エスカレーターは上下ホームに1基ずつあるが、エスカレーターは上り運用のみ。
直営駅（海田市駅 傘下の地区駅・駅長配置）である。なお、営業キロは西条駅のものを使用している。

### 駅舎概要
- 地平高架方式（駅舎のデザインは酒蔵である）
- 1988年（昭和63年）落成

### 駅舎コンコース内
- 改札口1箇所
- 自動券売機、みどりの券売機、みどりの券売機プラス[4]
- コンビニ（デイリーイン）、ICOCA等の交通系電子マネーでの支払い可（ICOCAカード読取器設置済）。
- 待合所
- トイレ1箇所 - 以前は和式でトイレットペーパーも有料であったが、2018年の西日本豪雨をきっかけに洋式トイレが整備され、トイレットペーパーも備え付けられた[7]。
- 東広島駅鉄道警察

### のりば
| のりば | 路線       | 方向 | 行先             |
| ------ | ---------- | ---- | ---------------- |
| 1      | 山陽新幹線 | 下り | 広島・博多方面   |
| 2      | 山陽新幹線 | 上り | 岡山・新大阪方面 |

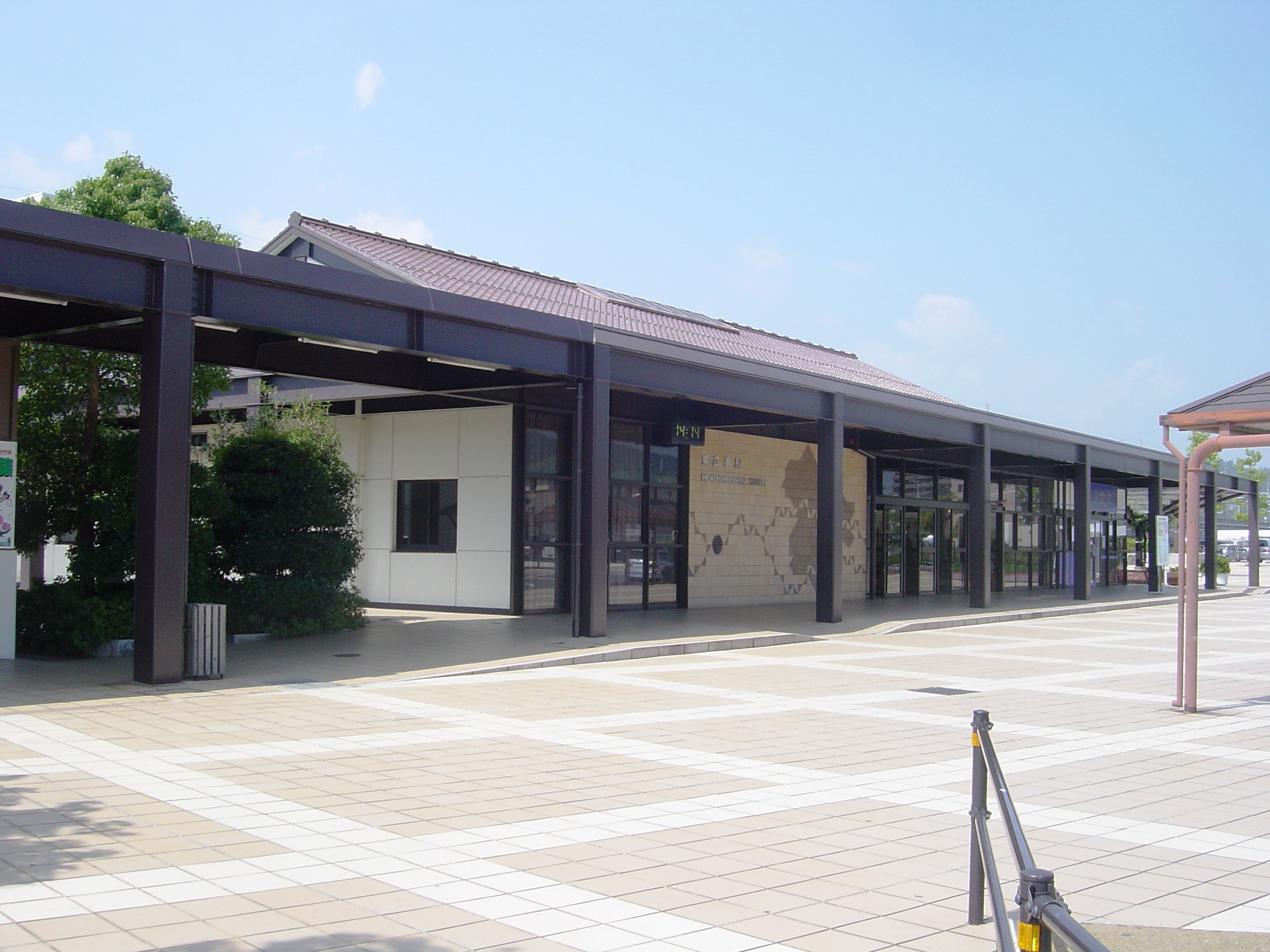
駅舎
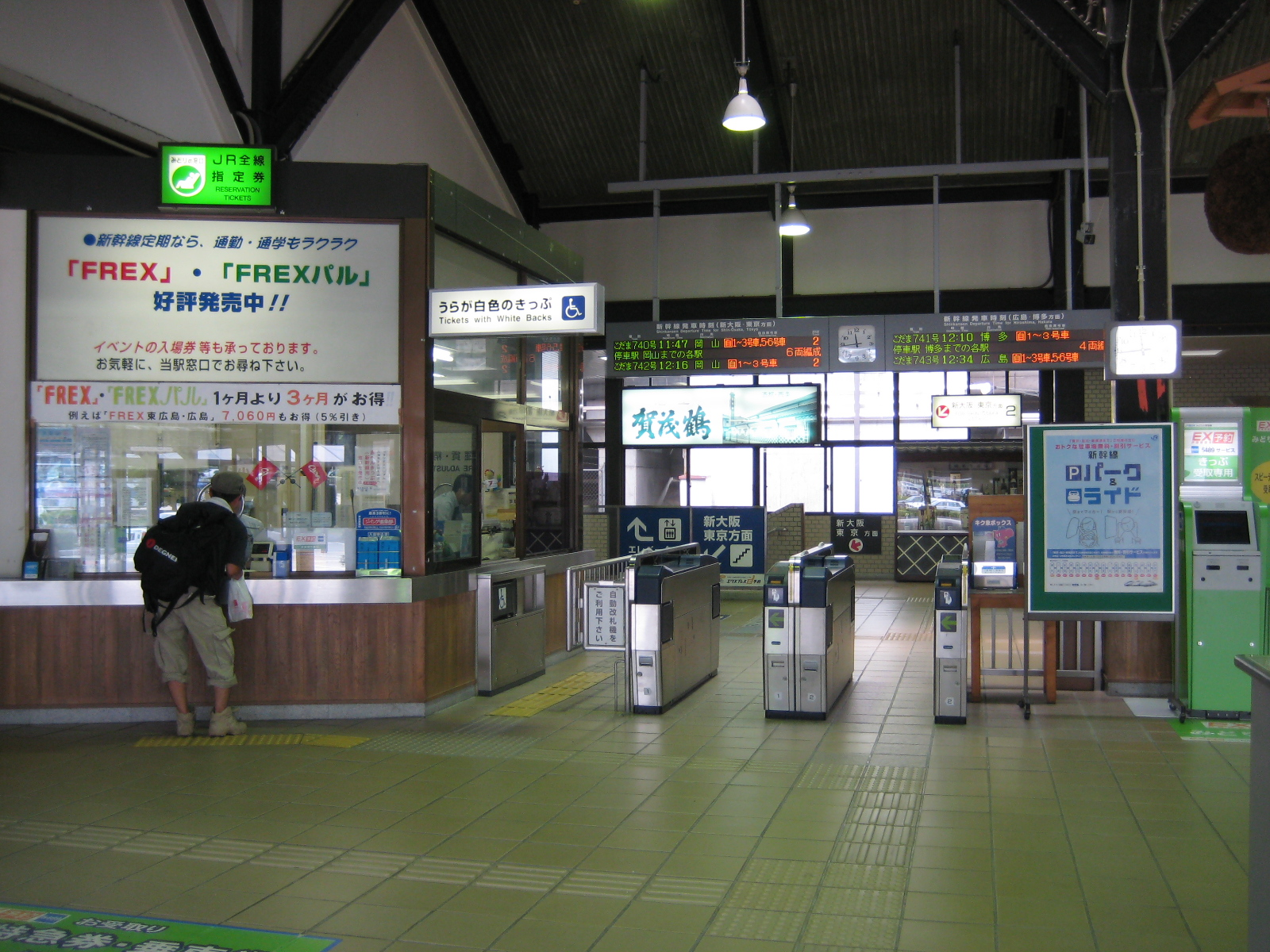
改札口 （2009年8月）
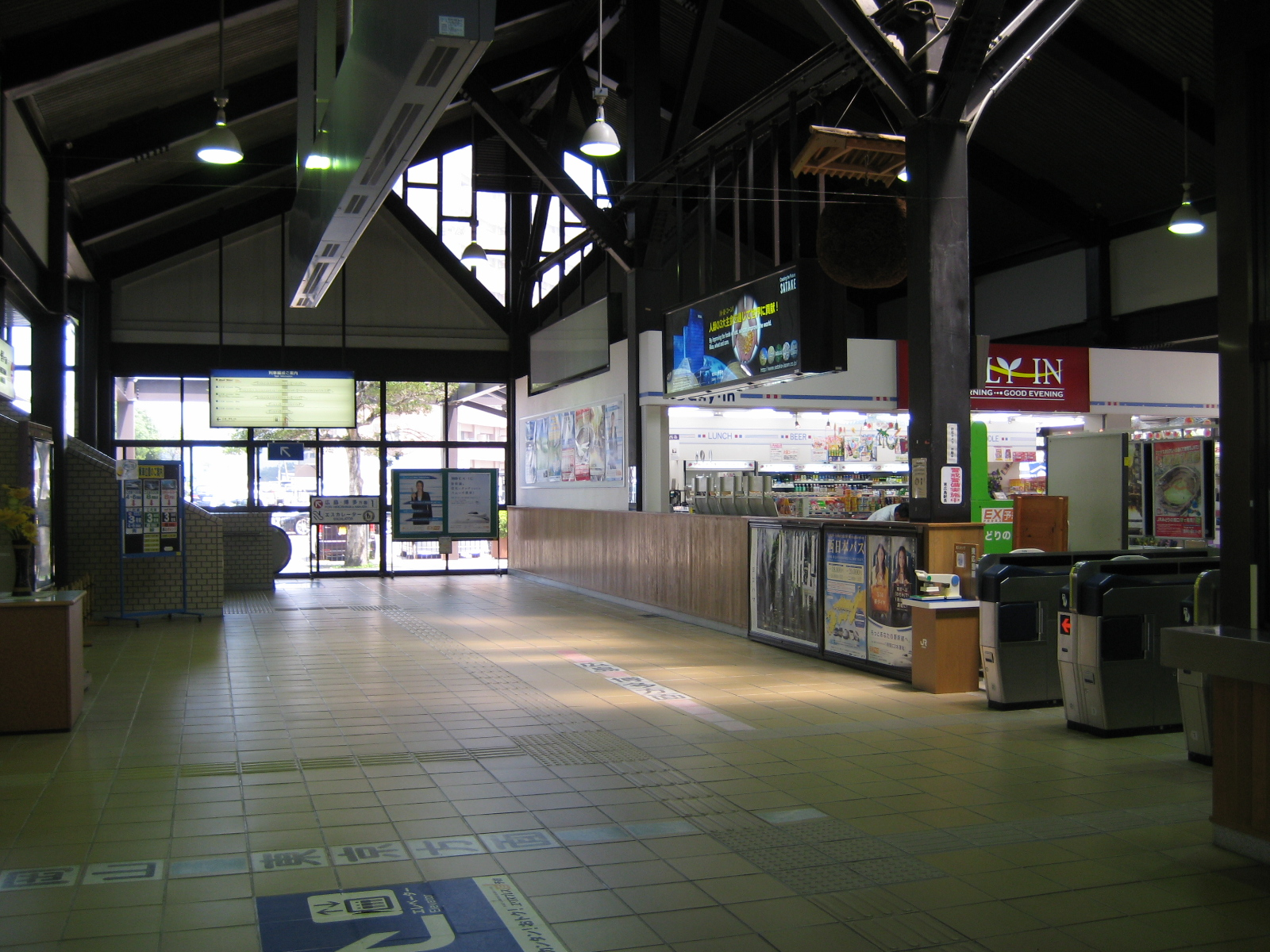
1番のりばへは、改札フロアから直接上がる構造となっている （2009年8月）
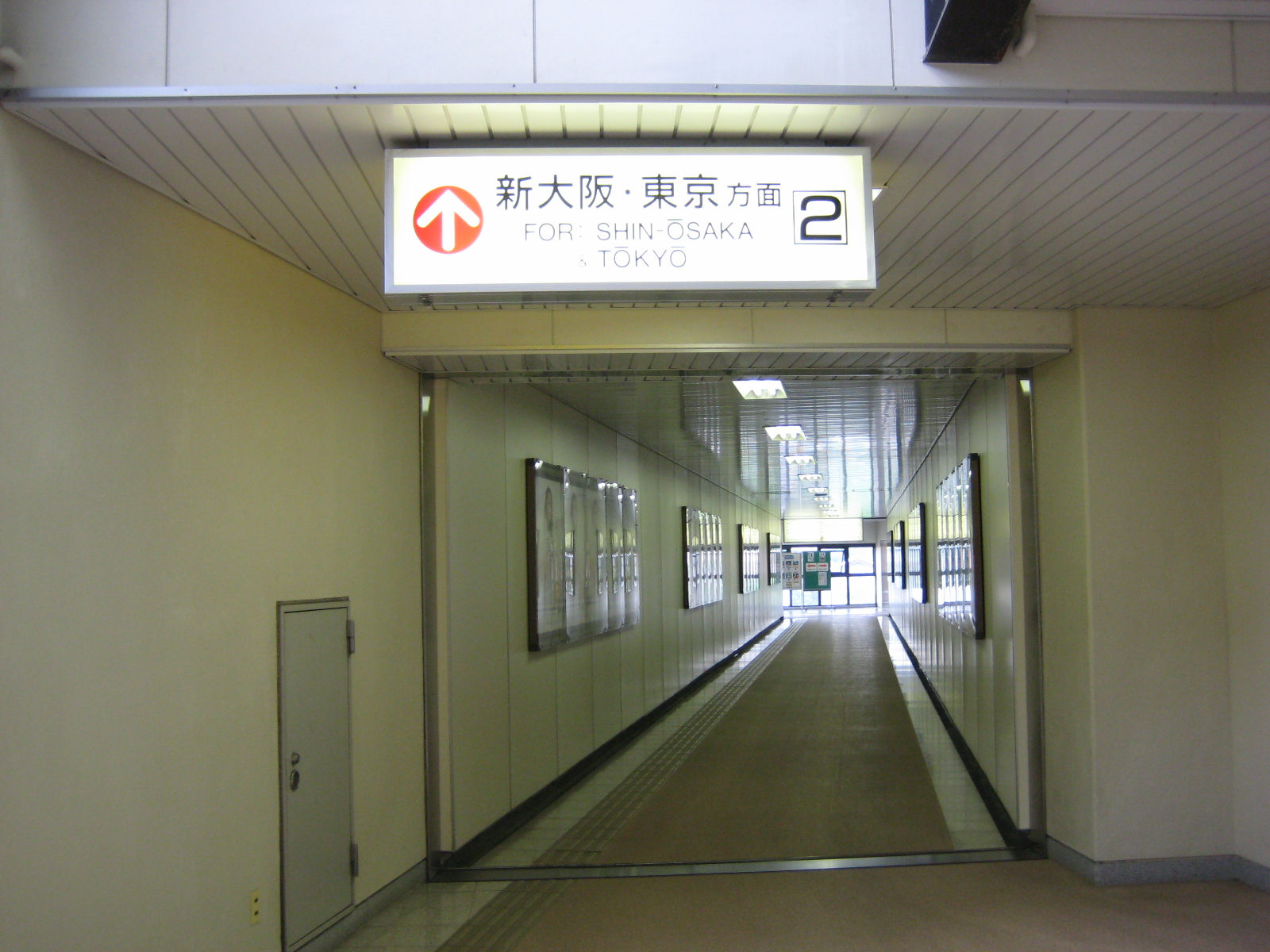
2番のりばへは、線路の下の連絡通路を通る構造となっている （2009年8月）
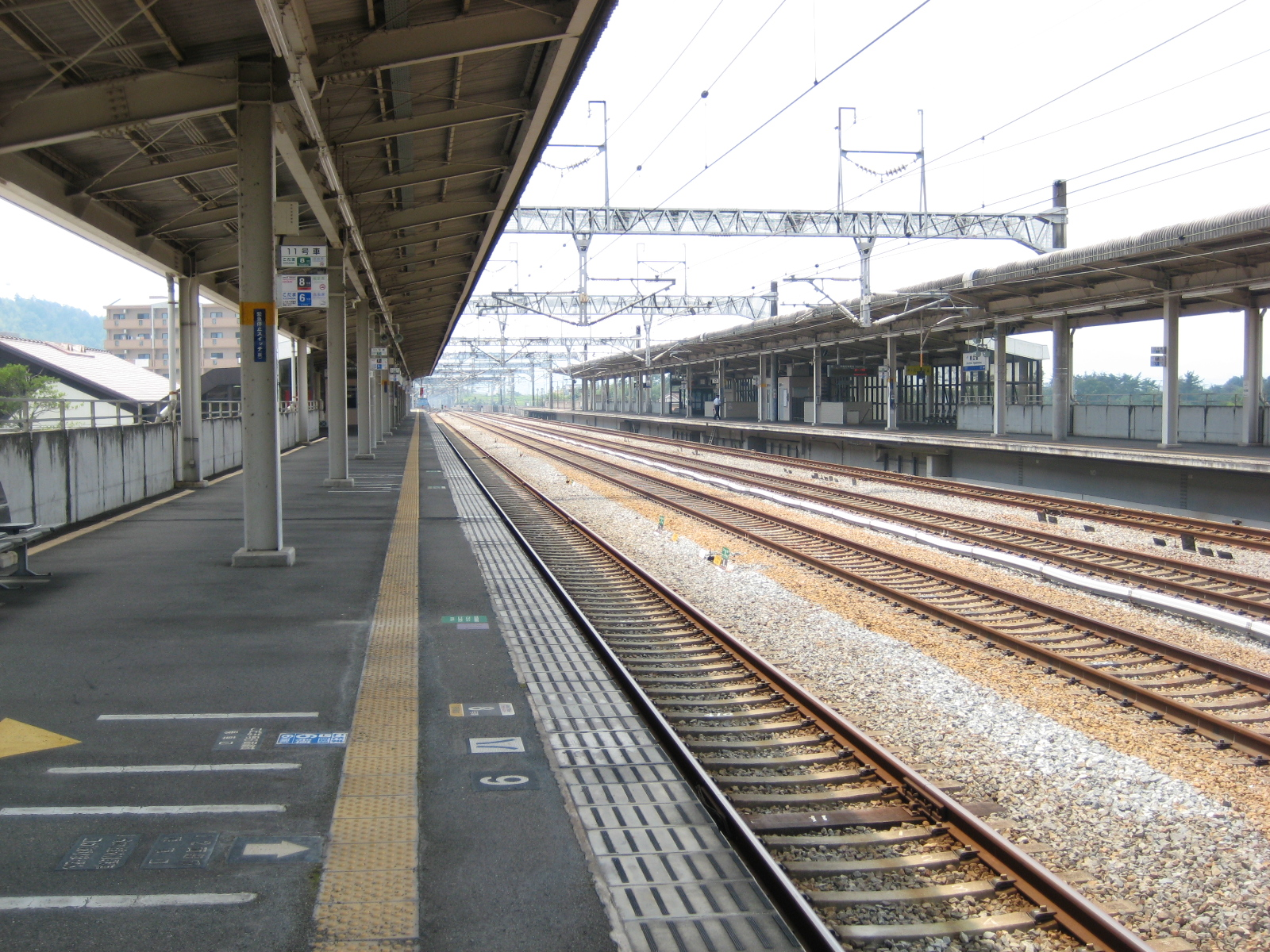
1番のりばから広島方面を望む （2009年8月）
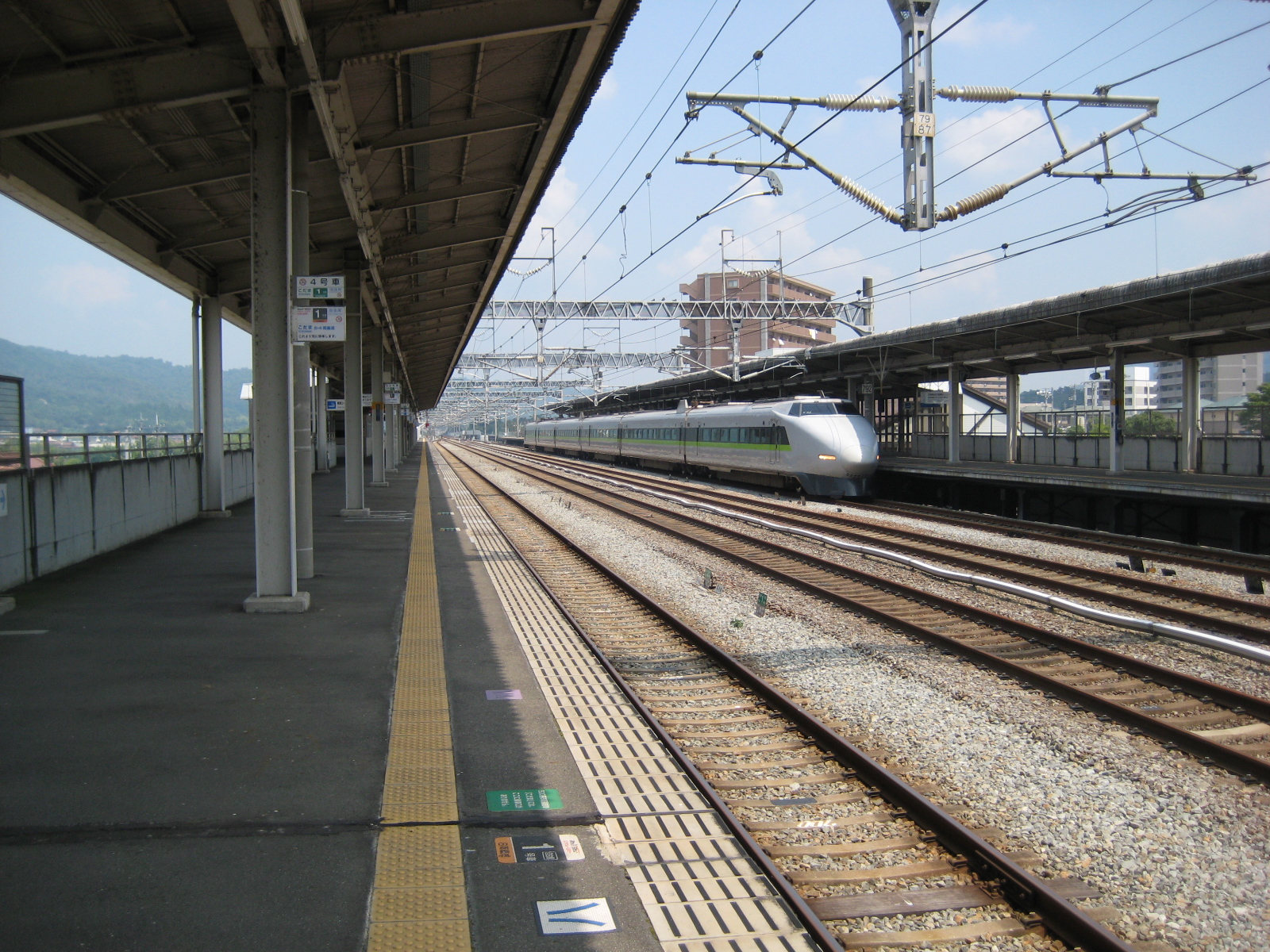
2番のりばから岡山方面を望む （2009年8月）

## 利用状況
「広島県統計年鑑」または「統計でみる東広島」によると、開業年度からの1日平均乗車人員は以下の通り。JR西日本の移動等円滑化取組報告書によれば、2023年度の1日当たりの利用者数は2,472人。
| 年度                | 1日平均 乗車人員 |
| ------------------- | ---------------- |
| 1987年（昭和62年）  | 665              |
| 1988年（昭和63年）  | 632              |
| 1989年（平成 元年） | 709              |
| 1990年（平成02年）  | 904              |
| 1991年（平成03年）  | 1,013            |
| 1992年（平成04年）  | 1,057            |
| 1993年（平成05年）  | 1,081            |
| 1994年（平成06年）  | 1,017            |
| 1995年（平成07年）  | 1,082            |
| 1996年（平成08年）  | 1,179            |
| 1997年（平成09年）  | 1,176            |
| 1998年（平成10年）  | 1,203            |
| 1999年（平成11年）  | 1,167            |
| 2000年（平成12年）  | 1,151            |
| 2001年（平成13年）  | 1,157            |
| 2002年（平成14年）  | 1,118            |
| 2003年（平成15年）  | 1,133            |
| 2004年（平成16年）  | 1,165            |
| 2005年（平成17年）  | 1,205            |
| 2006年（平成18年）  | 1,207            |
| 2007年（平成19年）  | 1,233            |
| 2008年（平成20年）  | 1,178            |
| 2009年（平成21年）  | 1,117            |
| 2010年（平成22年）  | 1,121            |
| 2011年（平成23年）  | 1,116            |
| 2012年（平成24年）  | 1,128            |
| 2013年（平成25年）  | 1,150            |
| 2014年（平成26年）  | 1,169            |
| 2015年（平成27年）  | 1,226            |
| 2016年（平成28年）  | 1,246            |
| 2017年（平成29年）  | 1,295            |
| 2018年（平成30年）  | 1,766            |
| 2019年（令和 元年） | 1,410            |
| 2020年（令和02年）  | 787              |
| 2021年（令和03年）  | 891              |
| 2022年（令和04年）  | 1,124            |

## 駅周辺
「水と緑が出迎える街　東広島駅前地区」で、平成16年度国土交通省手づくり郷土賞（地域整備部門）受賞。
宿泊施設
- ベッセルホテル東広島（ビジネスホテル）- 駅前、徒歩1分。
- 東横イン東広島駅前（ビジネスホテル）- 徒歩1分。

ゴルフ場
- 広島カンツリー倶楽部西条コース
- 三永ゴルフセンター

観光地・寺院
- 三永水源池
- 東広島天文台

娯楽施設
- ビクトリー新幹線駅前店（パチンコ店）

中学校
- 東広島市立向陽中学校

小学校
- 東広島市立三永小学校

道路
- 広島県道32号安芸津下三永線
- 東広島呉自動車道 下三永福本IC
- 国道2号 西条バイパス 東広島駅入口

商業施設
- 駅周辺にはコンビニが2軒あるのみ。

レンタカー
- 駅レンタカー東広島駅営業所
- ニッポンレンタカー東広島駅前営業所

## バス路線
「東広島駅」停留所にて発着する。
西条駅への連絡便は芸陽バスが中心であるが、中国JRバスも朝と夕方に1 - 2便程度、運行している。ただし、西条駅に比べると当駅からの発着本数は極端に少なく、休日や年末年始等の特別ダイヤ編成時は運行されない時間帯がある。また、通勤時間帯においても駅前のバス利用客はほとんどいない。
芸陽バス
- 西条-竹原線：西条駅（JR山陽本線） / 竹原駅（JR呉線）
- 安芸津-西条・近畿大学線：西条駅・近畿大学（工学部広島キャンパス） / 安芸津駅（JR呉線）
- 東広島駅-広島大学線：広島大学（平日のみ）

中国JRバス
- 西条線（広島大学方面）：広島大学（平日のみ）
- 西条線：卯之留・西条駅方面 / 広島国際大学 （西条駅行は平日朝2便・土休日朝1便、広島国際大学行は平日のみ夕1便）

## 隣の駅
西日本旅客鉄道（JR西日本）
 山陽新幹線
三原駅 - 東広島駅 - 広島駅